# Arturo Martini

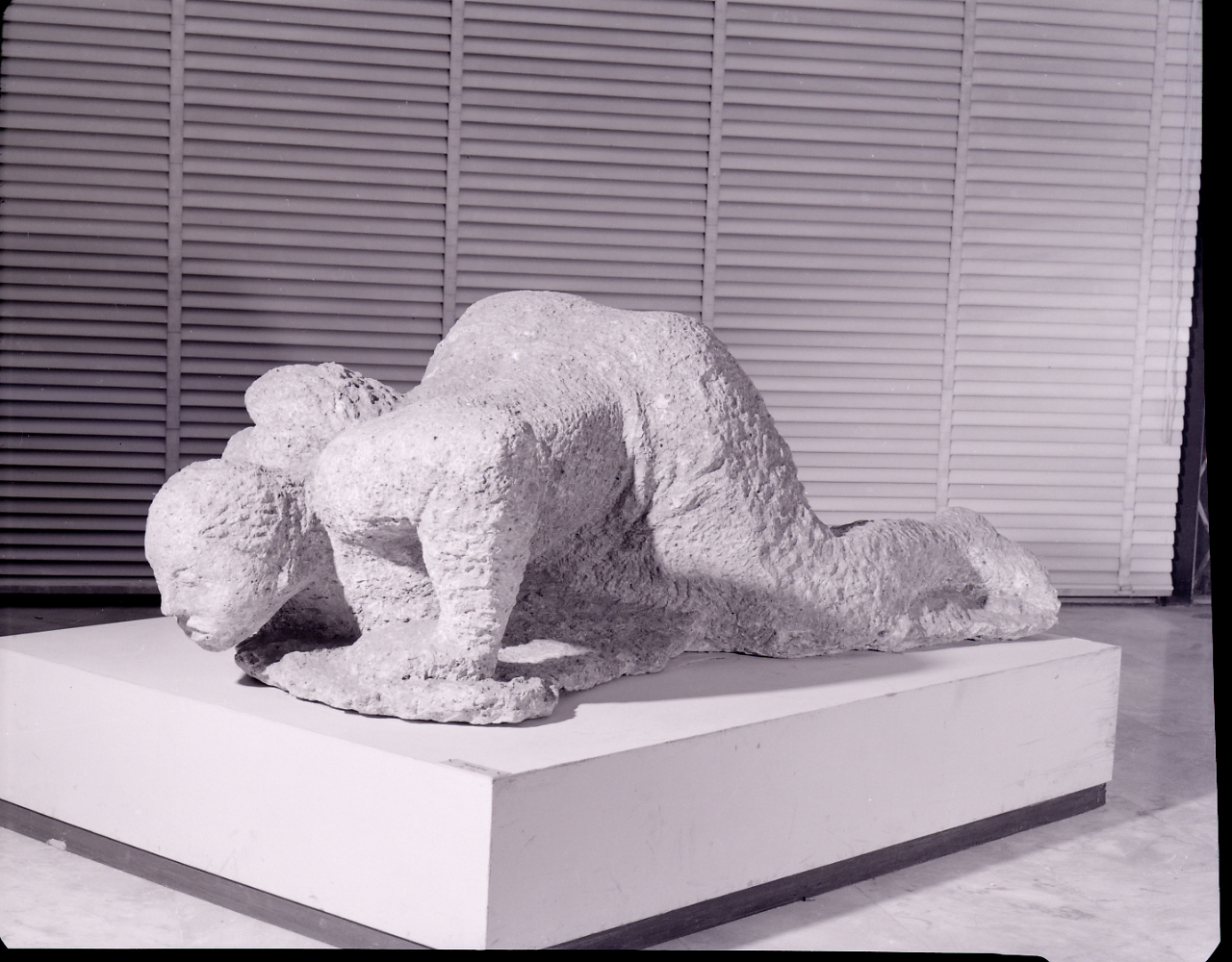
La sete, 1934. Foto de Paolo Monti (Fondo Paolo Monti, BEIC)

Arturo Martini (1889-1947) foi um importante escultor italiano entre a Primeira Guerra Mundial e a Segunda Guerra Mundial. Ele trabalhou com o Classicismo romano antigo e o modernismo. Em 1939, abandonou a escultura totalmente e escreveu um livro chamado "A Escultura está morta" - talvez em resposta ao regime fascista que oprimia todos os escultores italianos. 

Foto de Paolo Monti, Milão, 1963
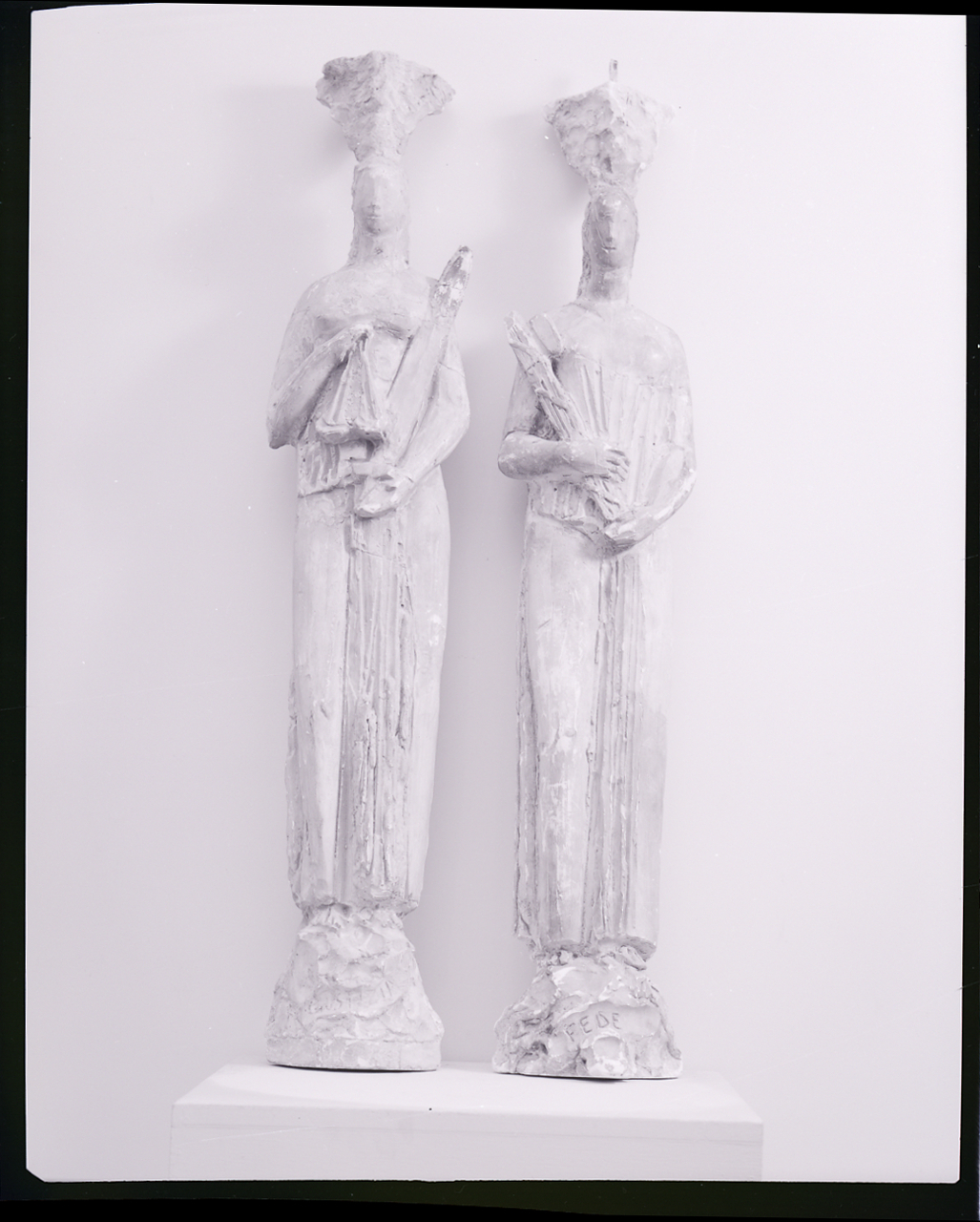
Terracota. Galeria Il Milione
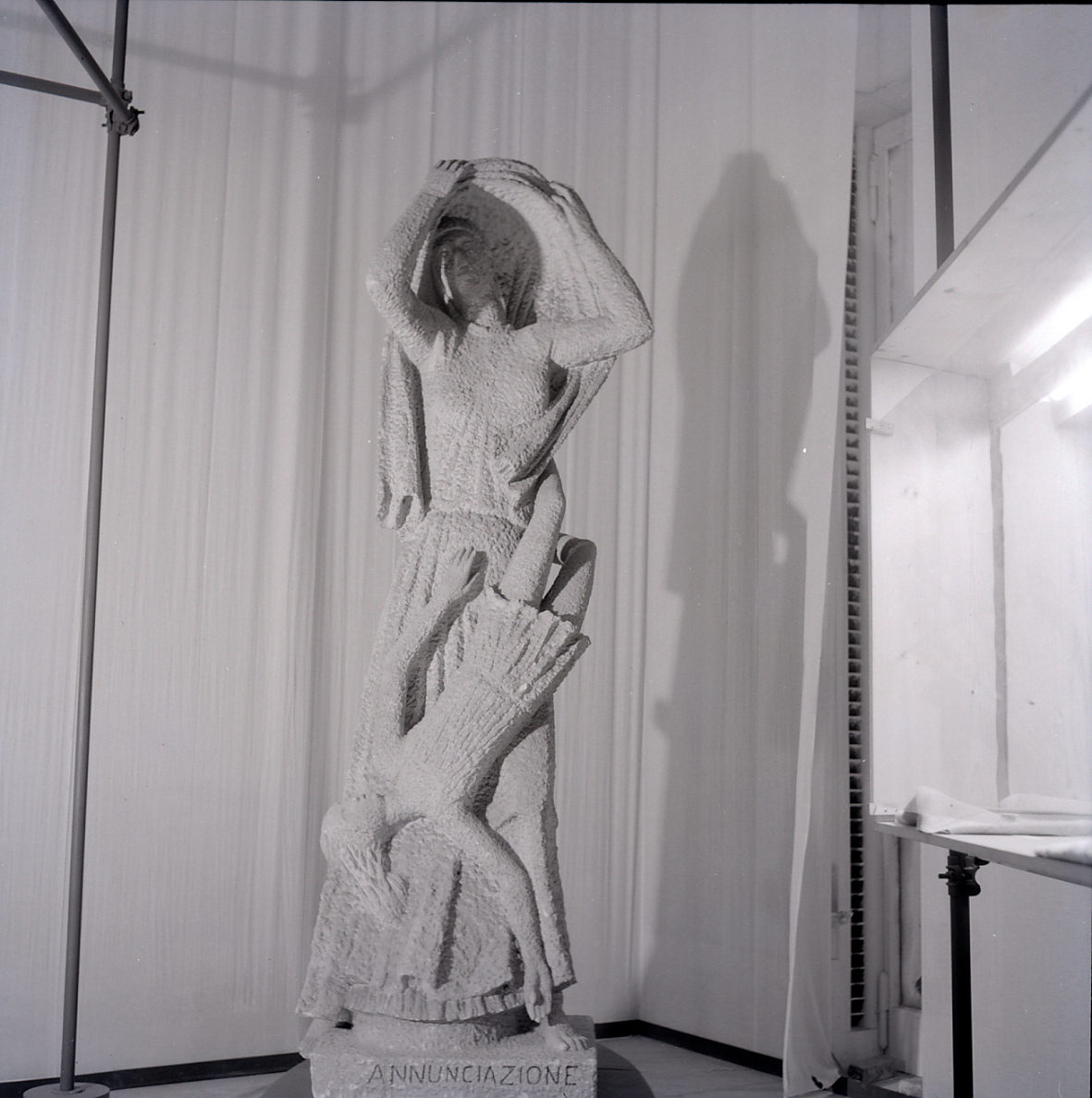
Anunciação
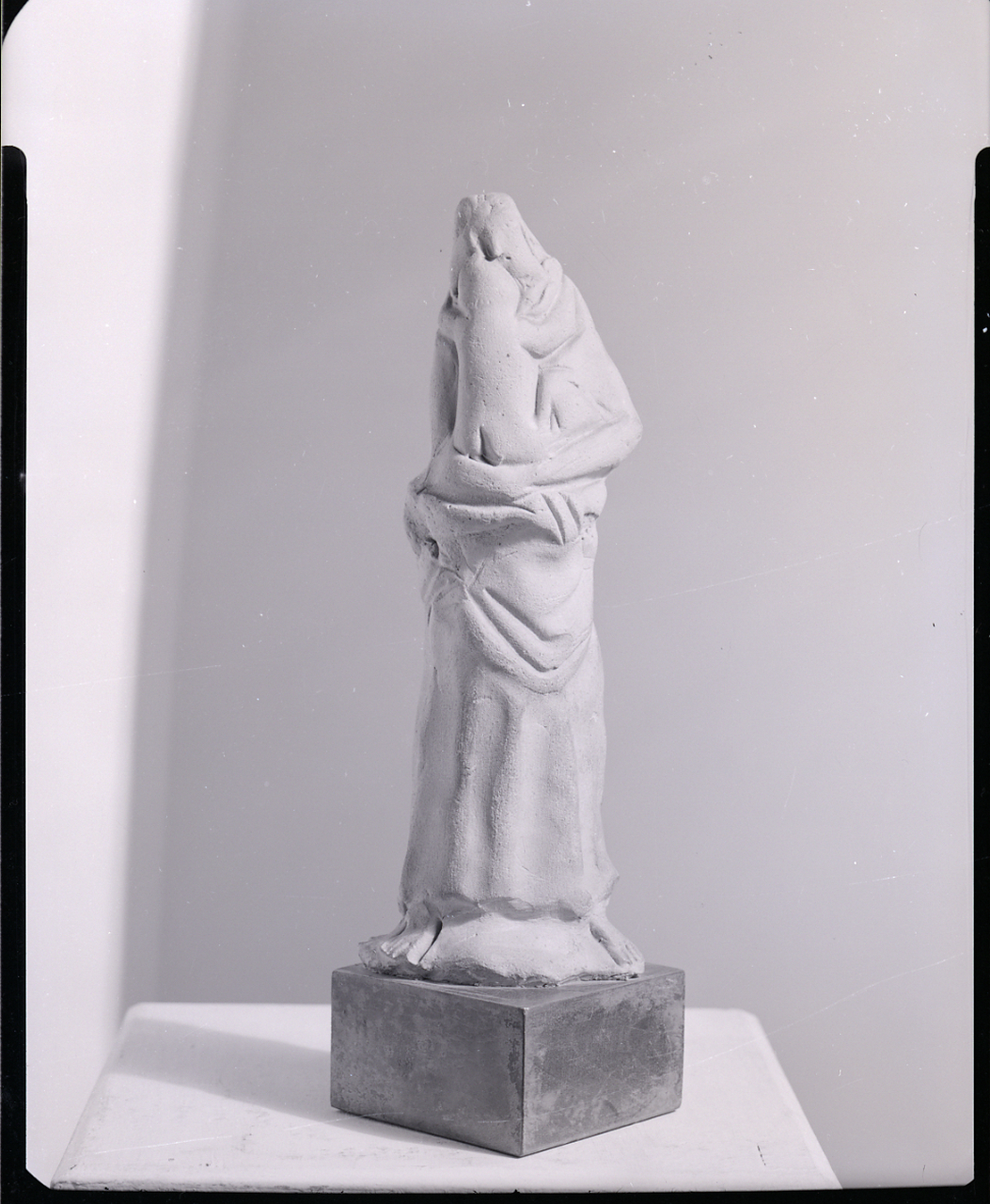